# ناحیه عین الکبیره

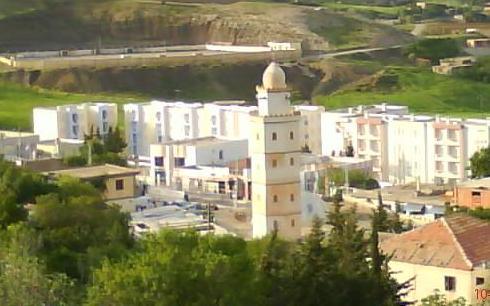
ناحیهٔ عین الکبیره در کشور الجزایر

ناحیهٔ عین الکبیره (به عربی: دائرة عین الکبیرة) یک ناحیه در الجزایر است که در استان سطیف واقع شده‌است.